# كسيلان
كسيلان (الاسم العلمي: Argia)، جنس حشرات من مقترنات الأجنحة وفصيلة رعاشينات ضيقة الأجنحة وفُصيلة الكسيلانية. إنهُ جنس متنوع يشتمل على حوالي 114 نوعًا والعديد من الأنواع غير الموصوفة. إنهُ أيضًا أكبر جنس في الكسيلانية. توجد في نصف الكرة الغربي. يعرفون باسم الراقصون. على الرغم من أن اسم الجنس يأتي من اليونانية القديمة: ἀργία، : argia، ومعناه الحرفي «الكسل»، الراقصون نشيطون جدًا ويقظين. قد يُخلط بين أنواع كسيلان الزرقاء وأنواع الزريقانية (Enallagma).